# Halesa aenetusaria
Halesa aenetusaria är en fjärilsart som beskrevs av Walker 1860. Halesa aenetusaria ingår i släktet Halesa och familjen mätare. Inga underarter finns listade i Catalogue of Life.